# 広徳ロケット発射場
座標: 北緯30度57分 東経119度13分 / 北緯30.950度 東経119.217度

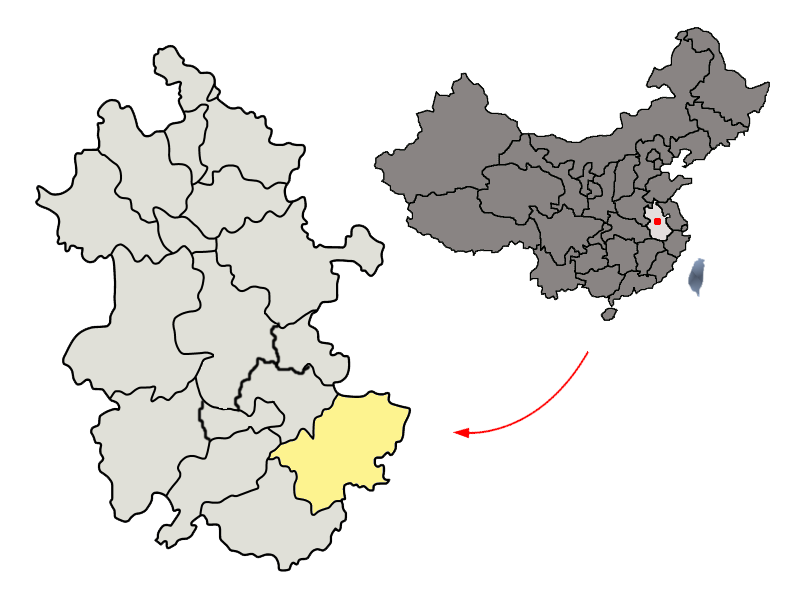
宣城市の位置

広徳ロケット発射場（广德火箭发射场）は中国の安徽省宣城市広徳市誓節鎮誓節渡に位置する、弾道飛行用のロケット発射場。中国科学院により運用され、603基地としても知られる。
四方を山に囲まれ交通の便が悪いが、より制限の大きかった南匯（上海市近郊）の射場の代わりとして選ばれた。

## 歴史
581局の指示のもと、射場の建設は1960年の3月に始まり、気象所、レーダー、コントロール・トラッキング基地、ローンチパッド、整備塔、推進燃料貯蔵庫、推進テスト施設、居住区といったものも含め、6ヶ月以内に全て完成した。
発射センターは、最初は中国科学院地質・地球物理学研究所（Institute of Geology and Geophysics Chinese Academy of Sciences）により管理され、1960年6月に上海市機電設計研究院（Shanghai Institute of Mechanical and Electrical Engineering）が引き継いだ。最終的には1963年に国防部第五研究院（Fifth Academy of the Ministry of National Defence）が管理することになった。
1960年から1966年に、観測ロケットT-7とT-7Aが数回打ち上げられた。
1964年7月19日、T-7A/S1による8匹のシロネズミの打上げと回収を行い、初めて生物学実験飛行に成功する。
最後の打上げは、1966年7月28日のイヌを乗せたT-7A/S2の打上げであるといわれる。